# Oratorio dei Rossi

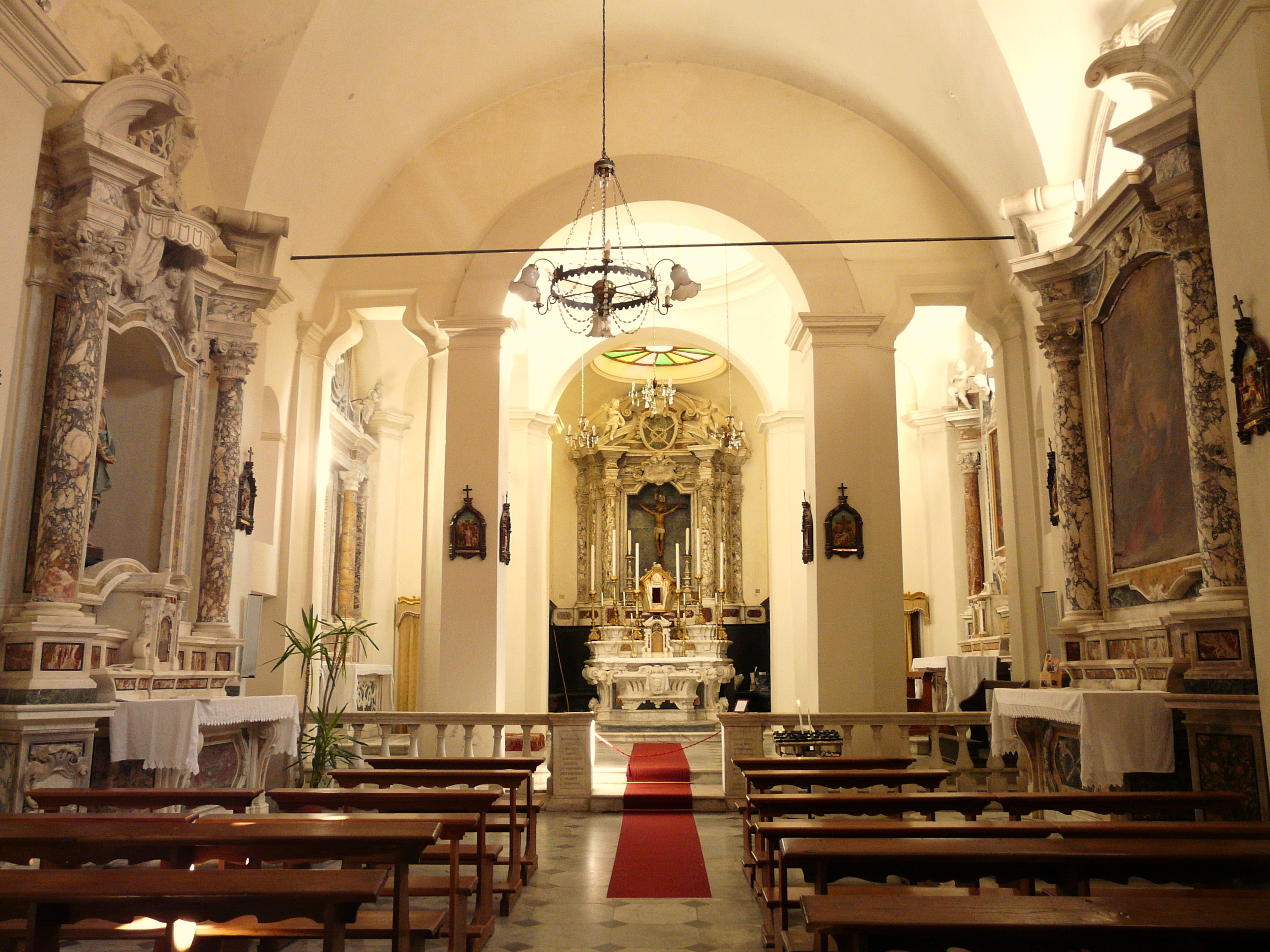
Interno dell'Oratorio

L'oratorio dei Rossi (più propriamente oratorio del Santissimo Sacramento) è un edificio sacro che si trova a Fosdinovo, in via Papiriana, vicino a piazza Matteotti. È collegato internamente alla Chiesa di San Remigio, Duomo di Fosdinovo, e fa da riferimento all'omonima e storica Compagnia o Confraternita dei Rossi.
L'attuale proposto della Perinsigne Prepositura della Parrocchia di Fosdinovo è Don Emanuele Borserini (dal 2020).

## Storia
La Confraternita dei Rossi (dal colore delle cappe indossate dai confratelli) risale almeno al 1570, poiché riporta questa data il libro più antico della compagnia, oggi custodito nell'Archivio Parrocchiale di Fosdinovo. Nel 1581, sotto il priore Giuseppe Jappelli, inizia la costruzione dell'Oratorio dei Rossi, in un orto attiguo alla Chiesa di San Remigio, al fine di creare un luogo di ritrovo per la confraternita. Per un periodo la fabbrica fu tralasciata ed i lavori ripresero dal 1600, prima sotto il priore Nicola Mascardi di Sarzana (abitante di Fosdinovo), poi sotto quello di Giacomo Foschi. Nel 1602 venne realizzato l'arco divisorio del coro dal corpo dell'oratorio, mentre la conclusione dei lavori avvenne il 10 settembre 1605. Il tutto avvenne sotto il marchesato di Andrea Malaspina di Fosdinovo (1565-1610), anche se poi fu ingrandito nella prima metà del XVII secolo. Presenta un altare maggiore in stile barocco con uno straordinario Volto Santo ed un notevole crocefisso ligneo del “Cristo agonizzante” del XVII secolo.

## Architettura e arte

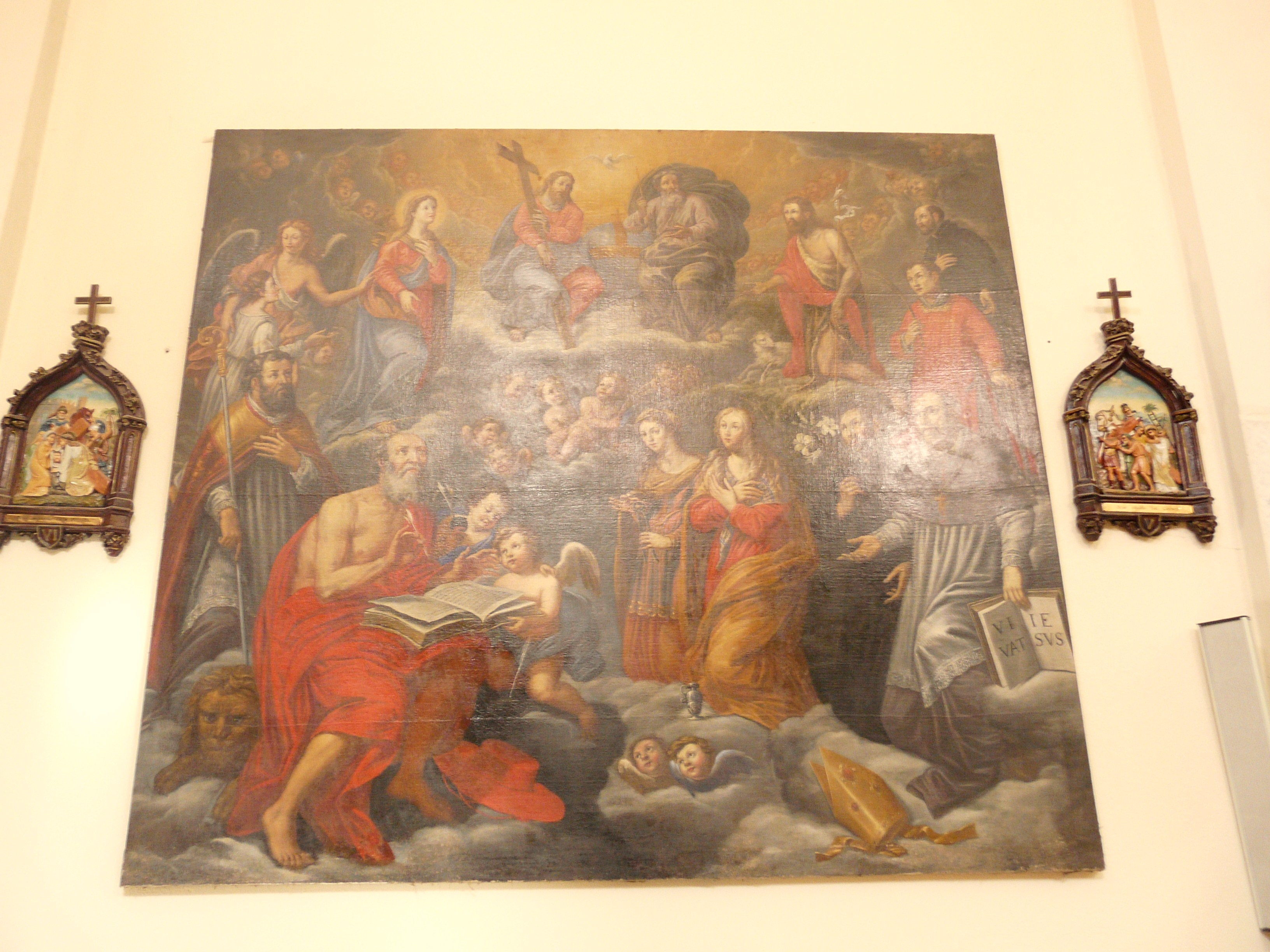
Tela della Trinità

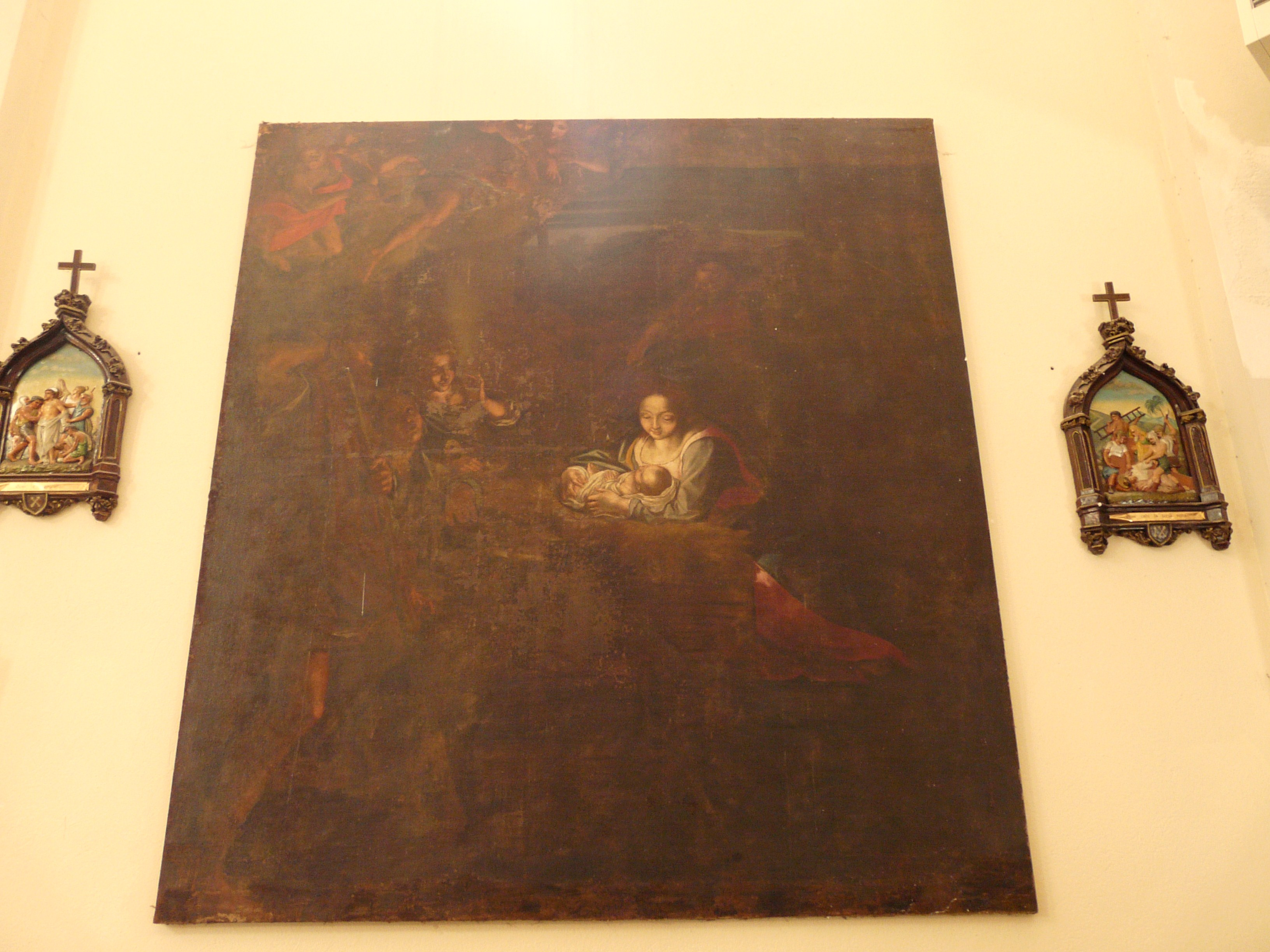
Tela della Natività

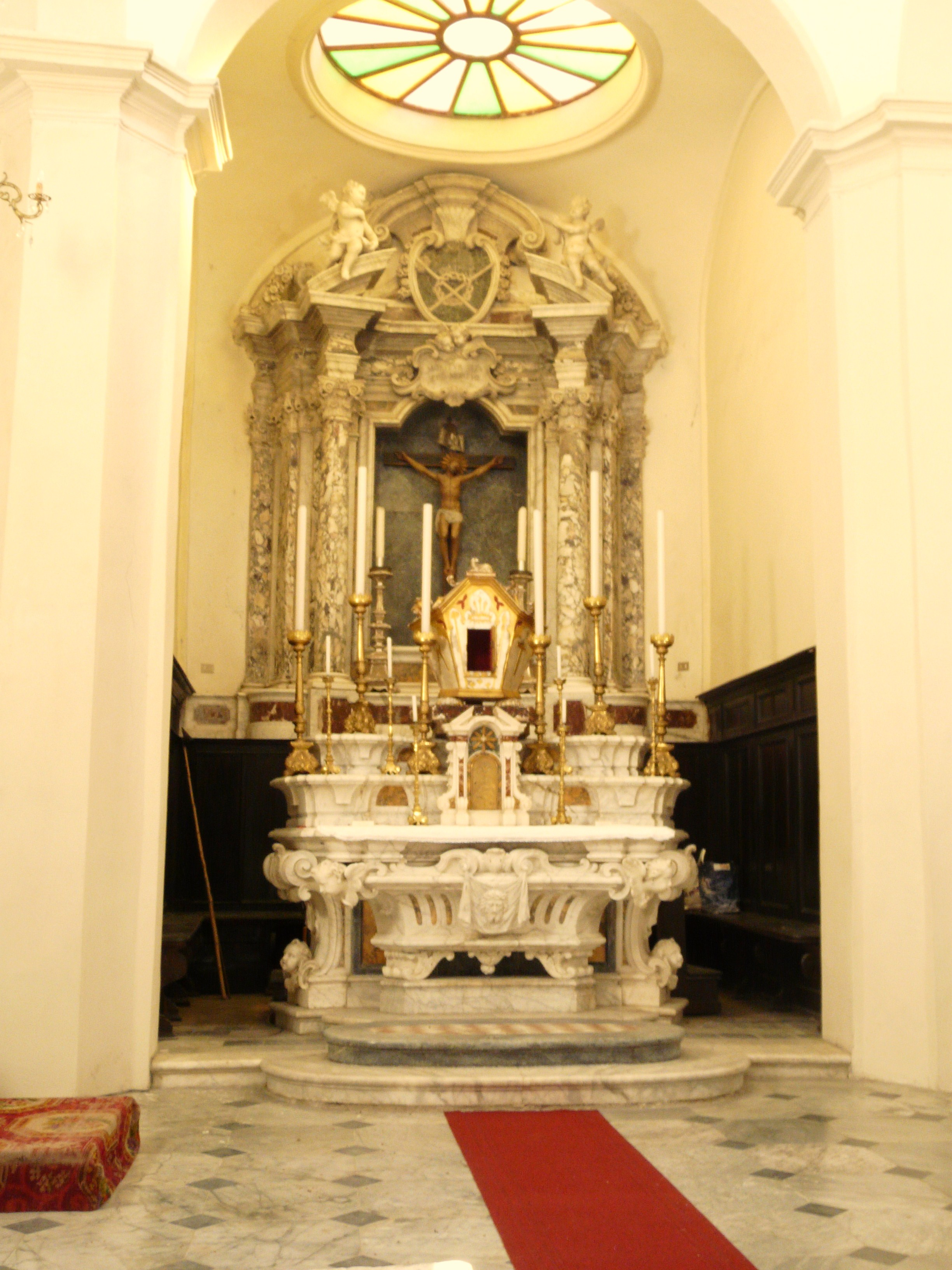
Altare principale dell'Oratorio dei Rossi

L'Oratorio è in stile affine al Duomo, tardo-cinquecentesco, con inserimenti barocchi, ed è costituito da un'aula unica, con presbiterio leggermente rialzato delimitato da una balaustra marmorea novecentesca. Sopra il presbiterio vi è una cupola con finestre cieche a sinistra e apribili a destra.  
L'opera più rilevante conservata nel piccolo oratorio comunicante col Duomo di Fosdinovo è il crocifisso ligneo detto "Cristo agonizzante", realizzato per mezzo del signor Carlo Fieschi di Genova e con un costo di 126 scudi dal Mastro Pippo di Genova nei primi anni del '600 (il crocifisso arrivò a Fosdinovo il 31 maggio 1606, dopo essere arrivato via mare a Lerici). È contenuto nella nicchia retrostante l'altare maggiore.
L'altare maggiore fu costruito grazie al marmo offerto dalla Marchesa Angelica Maria Pallavicino, moglie di Gabriele III Malaspina, nel 1730, in cambio di un diamante a forma di cuore offerto precedentemente e ritirato per paura che potesse venir rubato. Fu progettato dal pittore romano Giovan Battista Natali e realizzato dallo scultore carrarino Carlo Antonio Valli, sotto il priore Gaetano Coloretti. È in perfetto stile borrominiano, dotato di grande eleganza, con il velo della Veronica, la predella ovale ed i gradini concavi.
All'interno della chiesa vi sono altri 4 altari laterali: 
- l'altare di Sant'Ignazio di Loyola nel presbiterio, a sinistra (attualmente manca della tela, che è in restauro)
- l'altare della Madonna di Loreto nel presbiterio, a destra (con affresco recentemente restaurato)
- l'altare della Madonna Addolorata nella navata, a sinistra (con statua)
- l'altare di San Giuseppe, a destra (con affresco della Sacra Famiglia)

Poste prossime all'ingresso vi sono altre due tele, speculari. Quella a destra rappresenta la Natività con tonalità scure e caravaggesche; quella a sinistra invece rappresenta la Trinità. contornata da numerosi Santi del Paradiso.
Presso l'ingresso vi è una cantoria con organo funzionante ed operante.  

## La confraternita oggi
A Fosdinovo la Compagnia o Confraternita del Santissimo Sacramento o dei Rossi esiste ancora. L'uniforme canonica da loro indossata consta di una tunica rossa e un rocchetto bianco.
Tradizionalmente si dice che facessero parte della Compagnia dei Rossi gli uomini meno abbienti del paese, mentre che quella dei Bianchi ospitasse i membri delle famiglie più ricche ed importanti.

## Bibliografia

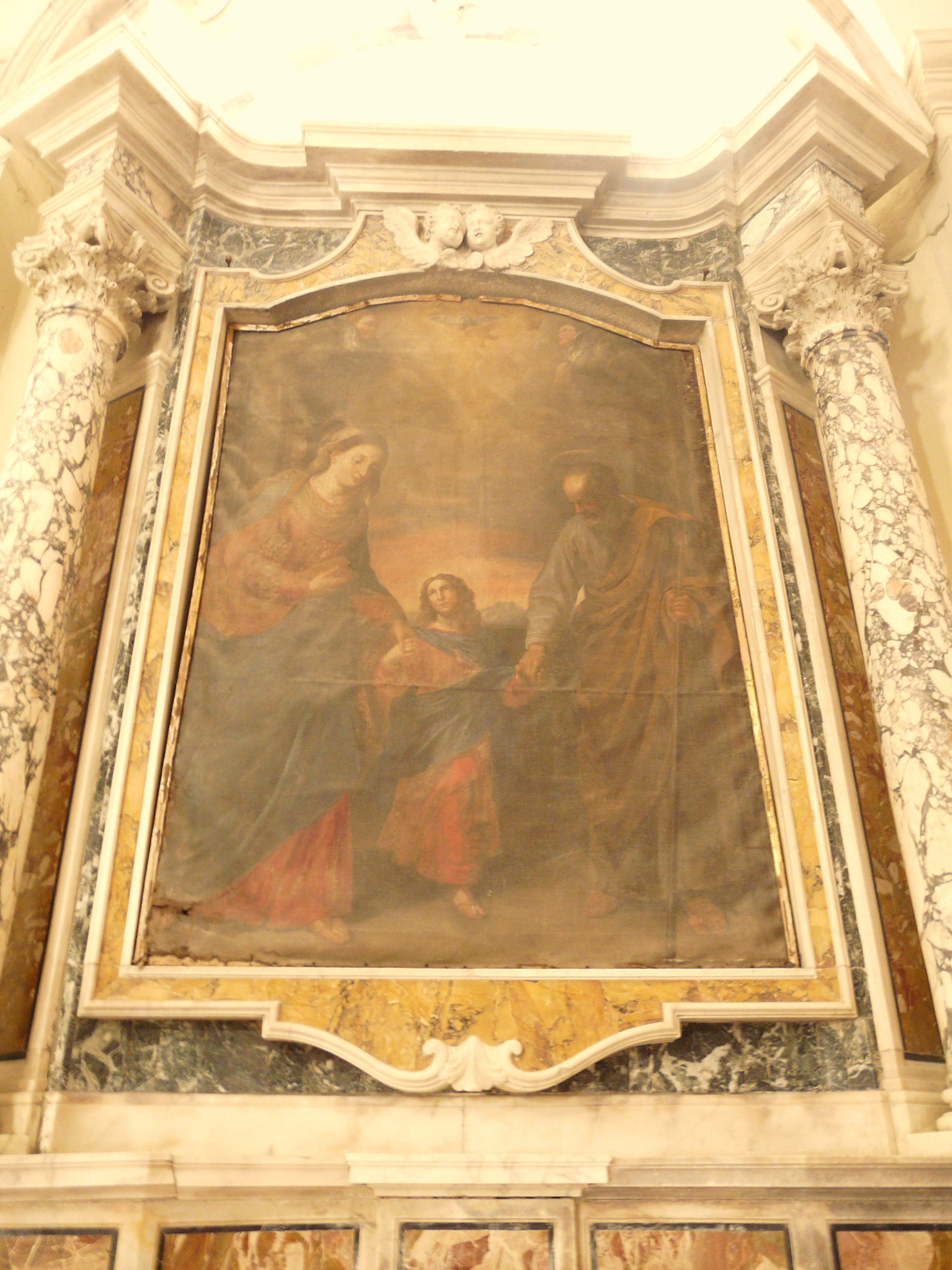
Altare di San Giuseppe con affresco della Sacra Famiglia